# Jim Messina
Jim Messina (Denver, 29 ottobre 1969) è un politico statunitense.

## Biografia

### Giovinezza e studi
Nato a Denver (Colorado), da una famiglia di origini italiane, e cresciuto a Boise (Idaho), si è diplomato alla Boise High School nel 1988 e ha ottenuto la laurea in scienze politiche e giornalismo nel 1993 presso l'Università del Montana. Nello stesso anno ha curato la campagna elettorale per la rielezione del candidato sindaco democratico di Missoula (Montana) Dan Kemmis.
Nel 2013 ha ricevuto il Machiavelli Award come italoamericano democratico dell'anno.

### Carriera politica

#### Anni '90 e 2000
Nell 1995 venne assunto dal senatore democratico del Montana Max Baucus, mentre nel 1999 divenne capo dello staff di Carolyn McCarthy, membro della Camera dei rappresentanti, anch'ella appartenente all'ala democratica.
Nel 2002 guidò la campagna per la rielezione di Baucus alla carica di senatore.
Dal 2002 al 2004 ricoprì il ruolo di capo dello staff del senatore del Nord Dakota Byron Dorgan, incarico che tornò a svolgere nel 2005, mentre nel 2006 coordinò la campagna elettorale del senatore del Montana Jon Tester.
Nel 2008 venne assunto come capo dello staff per la campagna elettorale di Barack Obama alla presidenza degli Stati Uniti. Dopo la sua vittoria, Messina venne temporaneamente nominato da Obama stesso direttore del personale di gabinetto affinché lo supportasse nella scelta dei segretari. Divenne in seguito vice-capo di gabinetto della Casa Bianca fino al 2011.
Dal 2009 al 2011 ha ricoperto il ruolo di vice Capo di gabinetto della Casa Bianca per il presidente degli Stati Uniti Barack Obama e ha coordinato la sua campagna elettorale per le elezioni presidenziali del 2012.

#### Anni 2010
Nel 2012 curò la campagna elettorale per la rielezione di Obama e, in seguito, al suo successo, venne premiato come International Strategist dell'anno dall'American Political Consultant Association. A gennaio 2013 divenne capo dell'Organizing for Action, associazione no profit avente lo scopo di raccogliere fondi per supportare le iniziative legislative di Obama. Nello stesso anno fondò Messina Group, un'agenzia di consulenza in ambito politico.
Sempre nel 2013, venne ingaggiato come consulente per la campagna elettorale del Partito Conservatore del Regno Unito del 2015 dove il Premier David Cameron vinse con la maggioranza assoluta mediante la promessa di un referendum sulla permanenza della Gran Bretagna nell'Unione europea. Lo stesso anno curò la campagna del Partito Popolare spagnolo del Presidente del Governo spagnolo Mariano Rajoy per la riconferma alle politiche. Rajoy vinse col primo partito ma perse la maggioranza assoluta non potendo governare da solo. La cosa si ripeté nel giugno 2016..
Nel gennaio 2016 venne ingaggiato dal Presidente del Consiglio Matteo Renzi per guidare la campagna propagandistica in merito al referendum costituzionale dello stesso anno conclusosi con un risultato ampiamente sfavorevole (60% di votanti contrari), in conseguenza del quale Renzi ha rassegnato le dimissioni. A Messina era stata affidata anche la campagna per alcune delle elezioni amministrative locali sempre del 2016.
Nel 2016 ha curato la campagna alle elezioni presidenziali USA della democratica Hillary Clinton e la campagna per il Remain del Partito Conservatore del Regno Unito sulla Brexit., ambedue conclusesi con un risultato sfavorevole.
Nel 2017 ha curato la campagna elettorale per conto del partito Conservatore del Regno Unito (presieduto da Theresa May) per l'elezione anticipata che la stessa May aveva voluto, forte dei sondaggi che la davano in netto vantaggio (fino a 20 punti) sul partito Laburista, per avere una maggioranza più larga. L'elezione si concluse con una diminuzione di 12 seggi alla camera per il partito conservatore portandolo alla conseguente perdita della (seppure esigua) maggioranza.